# HD148222
HD148222 — хімічно пекулярна зоря спектрального класу A2, що має видиму зоряну величину в смузі V приблизно  9,5.
Вона  розташована на відстані близько 662,9 світлових років від Сонця.